# Jorge Miguel Cocom Pech
Jorge Miguel Cocom Pech (Calkiní, Campeche, México; 7 de marzo de 1952) es un escritor, poeta, ensayista, narrador y traductor, hablante de la lengua maya yucateca, su lengua materna.
Es profesor normalista, egresado de la Escuela Normal de Profesores de Calkiní, Campeche; Director de Cámaras  de Televisión, egresado del Instituto de la Comunicación Educativa; Profesor de Educación Media en la especialidad de Pedagogía, egresado de la Escuela Normal de la Federación de Escuelas Particulares; y pasante de Ingeniero Agrónomo, en la especialidad de Sociología Rural, por la Universidad Autónoma Chapingo.

## Carrera literaria
En la década de 1970, los profesores Ramón Iván y Miguel Ángel Suárez Caamal, Waldemar Noh Tzec, Jorge Miguel Cocom Pech y César Víctor May Tun, quienes practicaban la literatura o la pintura, fundaron el grupo literario Génali (Géneros Narrativo y Lírico) de Calkiní.
Desde 1995, Jorge Miguel Cocom Pech ha participado en diversos encuentros, coloquios, recitales, talleres, congresos y festivales relacionados con la lengua y la cultura maya en México, Canadá, Estados Unidos, Guatemala, Nicaragua, Panamá, Colombia, Chile, Venezuela, España y Rumania.
En 2001, el Centro de Estudios Mayas del Instituto de Investigaciones Filológicas de la Universidad Nacional Autónoma de México y el Tribunal Superior de Justicia del Estado de Quintana Roo, editaron su obra Muk’ult’an in Nool, Secretos del Abuelo, texto bilingüe contemporáneo que compendia breves relatos de la tradición oral maya, procedentes del antiguo cacicazgo ahcanul en la época prehispánica. Muk’ult’an in Nool, Secretos del abuelo, por ser un libro procedente de la oralidad y por su profundidad filosófica y literaria, se ha traducido en su totalidad a los idiomas francés e italiano. Asimismo, fragmentos de esta obra se han traducido en las lenguas indígenas: mam, zapoteco y náhuatl, así como al inglés, rumano, catalán, serbio, árabe y ruso.
De 2002 a 2005 fue Presidente de Escritores en lenguas indígenas, A.C., asociación nacional que reúne a poetas, narradores, dramaturgos y ensayistas en lenguas indígenas de México.
Ha escrito poesía, prosa poética, crítica literaria, ensayos, editoriales, narrativa y columna política en periódicos y revistas de Quintana Roo. Asimismo, ha publicado para la Revista de la Universidad Nacional Autónoma de México; en Cultura Sur y Tierra Adentro, publicaciones auspiciadas por el Consejo Nacional para la Cultura y las Artes; y en Hojas de Utopía, Nuni, País del Sol, Prometeo (Colombia) entre otras publicaciones.

## Obras publicadas
- Muk’ult’an in Nool, Secretos del Abuelo, Instituto de Investigaciones Filológicas de la UNAM y el Tribunal Superior de Justicia del Estado de Quintana Roo, 1a. edición, México, 2001. / 1a. reimpresión, Instituto de Investigaciones Filológicas de la UNAM, Universidad Autónoma Chapingo y el H. Ayuntamiento de Calkiní, Campeche, México, 2006.
- Les secrets de l'aïeul, traducido por Ricardo Rueda e ilustraciones de Rosendo Li, Edition Réciproques, Montauban, Francia, 2007.
- Secretos de un abuelo maya, Editorial Magisterio, Bogotá, Colombia, 2008.

## Antologías
- Ritual de prodigios, en Diem Septimus, México, 1995.
- El poder de un grano de maíz; la prueba del aire y la prueba del sueño, en Leyendas Mexicanas, Editorial Everest, España, 1998.
- Un cazador de auroras, en Prometeo, Revista latinoamericana de poesía, n.º 59-60, Medellín, Colombia, 2001.
- Conjuro para que recuerdes tus sueños, Poesía étnica, Antología de poetas de América, Revista Casa Silva, n.º 15, 2002, Bogotá, Colombia, 2001.
- U náajil a pixán, La casa de tu alma, en el Despertar de nuestras lenguas, Queman tlachtixque totlahtolhuan, Natalio Hernández, Diana, México, 2002.
- Retórica en los libros del Chilam Balam de Chumayel y Tuzik, en La Palabra Florida, Helena Beristain y Gerardo Ramírez Vidal, Instituto de Investigaciones Filológicas, UNAM, México, 2004.
- U náajil a pixán, La casa de tu alma, en Noezuia, Belgrado, Yugoeslavia, 2004.
- Paznicul cuvintelor, poesys 8, Antología Festivalului International "Noptile de poezie" de la Curtea de Arges, Bucarest, Rumania, 2004.
- Poesía maya, en Voci de Antiche Radici, Dieci poeti indigini del Mexico, Elvira Dolores Maison, Hamerle Editori, Trieste, Italia, 2005.
- Cazador de auroras, en La Reina Roja. El secreto de los mayas de Palenque, Adriana Malvido, CONACULTA, INAH, Plaza Janes, México, 2006.
- Raíces literarias del México Antiguo, en Galerna n.º 4, Revista Internacional de Literatura, Montclair University, USA, 2006.
- Antología Poética III, Festival Mundial de Poesía Venezuela, 2006, Fundación Editorial El perro y la rana, Caracas, Venezuela, 2006.
- Poetas del Camino Real, Colección Nuestra Tierra, Compilación Santiago Canto, Universidad Autónoma de Campeche, Campeche, 2008.

## Premios y distinciones
- En 1994, el Gobierno del Estado de Quintana Roo le otorgó el Premio Estatal de Periodismo "Audomaro Castillo" por su labor en la difusión de la cultura maya, debida a su relato “La prueba del aire, la prueba del sueño”, testimonio de una iniciación.[5]
- En 1999, el Ayuntamiento de Calkiní, Campeche, lo nombró hijo distinguido por su labor en el rescate y preservación de la lengua y la literatura de los mayas peninsulares.[6]
- En 2005, recibió el Gran Premio Internacional de Poesía 2005, otorgado por la Academia Internacional Oriente-Occidente de Rumania, el cual se entrega en la ciudad rumana de Curtea de Arges durante el Festival Internacional de Poesía Noches Poéticas. En dicha justa literaria leyó fragmentos de su libro Muk’ult’an in Nool, secretos del abuelo, texto que recoge la narrativa tradicional oral heredada de sus antepasados; y el Chilam Balam de Calkiní, obra poética cuyos auspicios de su traducción del maya al español contó con el apoyo del Centro Internacional de Traducción Literaria de Banff, Canadá.[7]
- El 21 de marzo de 2006, recibió la Presea "Guerrero Cuautli", otorgada por la Asociación Civil Gran Señorío de Xaltocan, Nextlapan, de Felipe Sánchez Solís. También, en ese mismo día recibió la máxima condecoración Nextlapense Honorario de parte del Ayuntamiento 2003-2005 de Nextlapan, Felipe Sánchez Solís, Estado de México, distinción otorgada en reconocimiento a su trayectoria literaria y humanística como defensor de la preservación de las lenguas indígenas de México y latinoamericanas.[8]

El 14 de octubre de 2016, recibió en el Instituto Cervantes de Nueva York el reconocimiento como Poeta del Año en The Americas Poetry Festival of New York 2016. Los organizadores del festival, los escritores y profesores Carlos Aguasaco (CCNY), Yrene Santos (CCNY) y Carlos Velásquez Torres (NMHU), seleccionaron a Cocom Pech entre poetas representantes de 22 países reunidos en el Nueva York para participar en uno de los eventos literarios más importantes del continente por su calidad literaria, diversidad y vocación multicultural.